# Hr.Ms. Koningin Emma der Nederlanden (1880)
De Hr.Ms. Koningin Emma der Nederlanden was een kruiser zonder pantser van de Atjehklasse, een schroefstoomschip der 1e klasse. Bedoeld als een nieuwe De Ruyter, maar op 7 januari 1879 herdoopt. Het schip was van ijzer gebouwd en voor een groter drijfvermogen met hout bekleed. De machines en de ketels waren afkomstig van de Koninklijke Fabriek van Stoom en Andere Werktuigen te Amsterdam.

## Geschiedenis
- Wedstrijd tussen de Koningin Emma der Nederlanden en een Engels fregat bij Edinburgh[3]
- 15 februari 1900 vertrek voor het laatst uit Nederlands Oost-Indië via Kaap de Goede Hoop.
- 11 juni 1900 aankomst in Den Helder
- 23 juni 1900 buiten dienst gesteld en opgelegd.
- 1908 Verbouwd en ingericht als logementsschip op de werf De Lastdrager te Den Helder
- 16 november 1908 weer in dienst gesteld ter vervanging van de verouderde Marnix en in dienst als wachtschip te Willemsoord ten behoeve van het KIM en in de binnenhaven ten behoeve van de Rijkswerf.
- 14 juni 1940 valt het schip in vijandelijke handen
- 21 juni 1940 beschadigd door een indirecte bomtreffer van de Royal Air Force (RAF) waarna het schip water maakt.
- 1940 Op de Rijkswerf gerepareerd en vervolgens weer in de buitenhaven afgemeerd.
- 1942 Gekapseisd en gezonken in de buitenhaven. Waarschijnlijk was als gevolg van sabotage.
- April 1943 Gelicht en door de BS10, de voormalige mijnenveger Hr.Ms. M1 en nu in Duitse dienst als Bergungsschiff 10, de haven uitgesleept en ten noorden van Fort Harssens weer tot zinken gebracht.